# Дагоевы
Даго́евы (осет. Дæготæ) — дигорская фамилия.

## Происхождение
Предок фамилии Даго жил с братом Ело в селении Архон Алагирского ущелья, затем оба перебрались в Верхний Унал. По преданиям, Даго и Ело происходили от рода Ос-Багатара. У его внука Дзауа, было два сына: Сахан и Барико, у Барико было три сына: Ело, Бугул и Мако, от которых произошли фамилии Елоевых, Бугуловых и Макоевых.
В поисках лучшей доли два брата Елоевых перебрались в Дигорское ущелье и обосновались в селе Гулар. Здесь они построили себе отдельные дома и женились. Старший брат сохранил фамилию Елоевых, а младший брат Даго взял себе фамилию по своему имени — Дагоев. Так в Гуларе появились Дагоевы и Елоевы.

## Генеалогия
Родственными фамилиями (осет. æрвадæлтæ) Дагоевых являются Елоевы и Сабеевы.

## Посемейные списки
| Год  | Инициалы                                                      | Дети | Братья, сестры                                                     |
| ---- | ------------------------------------------------------------- | --- | ------------------------------------------------------------------ |
| 1847 | Елойтов Дзидза                                                | |                                                                    |
| 1863 | Елоев Диди (сословие – весдон)                                | сыновья его: Афа, Магомет, Наок, Башил, Башиат                                                                                           |                                                                    |
| 1886 | Елоев Афай Дзидаевич (60 лет) православный, сословия простого | 2 сына и 6 дочерей: 1. Хаджимуса (17) 2. Хамби (13) 3. Сапар (18) 4. Дзахи (14) 5. Мисерхан (10) 6. Госага (8) 7. Мерет (3) 8. Марья (1) | братья: 1. Магамет (43) 2. Навак (27) 3. Басил (25) 4. Басьят (21) |